# Peleteria filipalpis
Peleteria filipalpis är en tvåvingeart som först beskrevs av Camillo Rondani 1863.  Peleteria filipalpis ingår i släktet Peleteria och familjen parasitflugor. Inga underarter finns listade i Catalogue of Life.